# Brenda Villa
Brenda Villa (Los Angeles, 18 de abril de 1980) é uma jogadora de polo aquático estadunidense, campeã olímpica e tricampeã mundial e pan-americana. Uma das maiores vencedoras do mundo do polo aquático, foi eleita jogadora da década de 2000, pela Federação Internacional de Natação.

## Carreira
Villa disputou quatro edições de Jogos Olímpicos pelos Estados Unidos: 2000, 2004, 2008 e 2012, sempre conquistando medalhas: foi prata em Sydney 2000 e Pequim 2008, bronze em Atenas 2004 e finalmente obteve a medalha de ouro em sua última aparição, em Londres 2012. Ela é tricampeã dos Jogos Pan-Americanos em 2003, 2007 e 2011.